# Mudvayne
Mudvayne est un groupe de nu metal américain, originaire de Bloomington, dans l'Illinois. Leur style musical, très particulier, se veut structuré et réfléchi. Eux-mêmes décrivent leur musique comme du « math-metal ». Cette appellation est toutefois contestable, et l'on peut considérer Mudvayne comme jouant du nu metal. On peut remarquer que les membres du groupe se placent toujours (souvent) dans le même ordre sur les photos:
Greg Tribbett, Chad Gray, Ryan Martinie et Matt McDonough. Leur discographie compte actuellement quatre albums studio.
Après une démo Kill I oughta, ils sortent en 2000 un premier album studio L.D. 50 dans lequel ils posent les marques de leur concept[Quoi ?]. L'année suivante, leur second album est dans la même lignée, quoiqu'un peu plus musical et un peu moins brut : The end of all thing is to come les fait connaître du grand public, avec des chansons à potentiel commercial un peu plus large, comme World so cold, ou encore Not falling, qui fait partie de la bande originale du film Le Vaisseau de l'angoisse (titre original : Ghost Ship). Leur troisième album Lost And Found, marque définitivement le virage musical du groupe. La chanson Forget to Remember, qui fait partie de la bande originale du film Saw II et étant le générique du film, a été le début de leur renaissance[Quoi ?]. La chanson Determined figure dans le jeu vidéo Need For Speed Underground 2. Deux autres albums sont sortis depuis. Mudvayne est en pause, en raison d'une tournée du chanteur Chad Gray dans son groupe Hellyeah.
Le groupe a annoncé sa réunification le 19 avril 2021.

## Biographie

### Débuts (1996–1997)
Mudvayne, formé en 1996 à Bloomington, dans l'Illinois, comprend à l'origine le bassiste Shawn Barclay, le guitariste Greg Tribbett et le batteur Matthew McDonough,. La formation du groupe se complète avec l'arrivée de Chad Gray, qui gagnait 40 000 $ par an dans une fabrique, qui quittera son travail pour devenir leur chanteur. En 1997, Mudvayne autofinance son premier EP, Kill, I Oughtta,. À l'enregistrement de l'EP, Barclay est remplacé par Ryan Martinie, ancien bassiste du groupe de rock progressif Broken Altar. Ayant auto-distribué Kill, I Oughtta,, Mudvayne adopte des surnoms et le corpse paint,,.

### L.D. 50(1998–2000)
En avril 1998, le promoteur local Steve Soderstrom présente Mudvayne à son agent artistique, Chuck Toler, qui les aide à obtenir un contrat avec le label Epic Records, et enregistrent leur premier album L.D. 50,. Pour l'album, Mudvayne expérimente un son brut et dissonant,. L.D. 50 est produit par Garth Richardson, et la production exécutive est effectuée par Shawn Crahan, membre au sein du groupe Slipknot,.
L.D. 50 atteint la première place des Billboard Top Heatseekers, et la 85e place du Billboard 200. Les singles Dig et Death Blooms atteignent les 33e et 32e places aux Mainstream Rock Tracks. Bien que félicité par la presse spécialisée, certains critiques trouvent difficile de prendre le groupe au sérieux. L.D. 50 est certifié disque d'or et permet à Mudvayne de remporter leur premier MTV2 Video Award à la cérémonie en 2001 des MTV Video Music Awards pour leur clip vidéo de la chanson Dig.
Pour la promotion de L. D. 50, Mudvayne joue à la tournée Tattoo the Earth avec Nothingface, Slayer, Slipknot et Sevendust. Le guitariste de Nothingface, Tom Maxwell, se lie d'amitié avec le chanteur de Mudvayne, Chad Gray, et explorent la possibilité de former un supergroupe. l'année suivante, Nothingface tourne une nouvelle fois avec Mudvayne ; toujours dans l'idée de former un supergroupe, ils se mettent en pause à cause de problèmes d'horaires.

### The End of All Things to Come(2001–2003)
En 2002, Mudvayne publie The End of All Things to Come, que le groupe considère comme son « album noir », en partie à cause de sa couverture sombre.
L'album est une suite à L.D. 50, accompagnée de riffs, tempi, de chaleur et chant. Avec une telle expérimentation, Entertainment Weekly considère l'album comme « plus amical » comparé à son prédécesseur et devient l'un des albums metal préférés en 2002. le clip du single Not Falling démonte un changement physique de Mudvayne comparé à la période L. D. 50.
En 2003, Mudvayne participe au Summer Sanitarium Tour, avec Metallica en tête d'affiche. En septembre, Chad Gray participe au premier album de V Shape Mind, intitulé Cul-De-Sac.

### Lost and Found(2004–2005)
En janvier 2004, le groupe se lance dans un troisième album, produit par Dave Fortman,. Pour l'écriture de l'album, le groupe se délocalise dans une maison et écrit pendant quatre mois avant les enregistrements,. En février, Gray et Martinie souhaitent apparaître dans Within The Mind - In Homage To The Musical Legacy of Chuck Schuldiner, en hommage au fondateur du groupe Death, mais l'album ne sera jamais produit.
En 2005, Chad Gray fonde le label indépendant Bullygoat Records et publie le premier album de Bloodsimple, A Cruel World (avec la participation de Gray), en mars. Le 12 avril, Mudvayne publie Lost and Found. Le premier single de l'album, Happy?, comprend un morceau complexe de guitare, et Gray décrit Choices comme l'« opus de huit minutes ». En août, l'ancien bassiste de Mudvayne, Shawn Barclay, publie le premier album de son groupe, Sprung.
En septembre, le groupe fait la rencontre du réalisateur Darren Lynn Bousman, dont le film Saw II est en production, et souhaite inclure Forget to Remember, issu de l'album Lost and Found. Bousman leur montre une scène dans laquelle un homme tente de retirer ses yeux des orbites, pour avoir une chance. Le groupe accepte, et Gray y apparaît brièvement. Le clip de la chanson Forget to Remember comprend des scènes de Saw II.

### The New GameetMudvayne(2006–2009)
En 2006, Gray, Tribbett et Tom Maxwell sont rejoints par l'ancien batteur de Pantera et Damageplan, Vinnie Paul, pour former le supergroupe Hellyeah. Le 8 mars, Mudvayne et Korn jouent au KBPI Birthday Bash à Denver, Thornton. Après une tournée avec Sevendust, Mudvayne publie By the People, for the People. L'album débute 51e au Billboard 200, avec près de 22 000 exemplaires vendus la première semaine,.
Au retour de Gray et Tribbett, après leur tournée avec Hellyeah, Mudvayne se lance dans l'enregistrement de The New Game avec Dave Fortman. Après la sortie de l'album en 2008, Fortman annonce qu'il sera suivi six mois plus tard par un autre album. Pour son cinquième album éponyme, Mudvayne espère réaliser un « album blanc ». Mudvayne est enregistré à l'été 2008 à El Paso, au Texas.

### Pause et séparation (depuis 2010)
En 2010, Mudvayne se met encore en pause, ce qui permet à Gray et Tribbett de tourner avec Hellyeah, au sein duquel ils seront actifs jusqu'au moins 2014. Avec Hellyeah, Gray et Tribbett enregistreront trois albums : Stampede, Band of Brothers et Blood for Blood. En 2012, Ryan Martinie tourne avec Korn comme remplaçant temporaire à leur bassiste Reginald Arvizu. L'année suivante, Martinie joue de la basse sur le premier EP de Kurai, Breaking the Broken, et, en 2014, Tribbett quitte Hellyeah.

### Retour (2021)
Mudvayne annonce son retour pour 2021 par le biais d'un énigmatique teaser sur son compte officiel Instagram.

## Membres

### Derniers membres
- Chad Gray - chant (1996–2010)
- Greg Tribbett - guitare, chant (1996–2010)
- Matt McDonough - batterie (1996–2010)
- Ryan Martinie - basse (1998–2010)

### Ancien membre
- Shawn Barclay - basse (1996–1998)

## Discographie
- 1997 : Kill I Oughtta (démo autoproduite, 1 000 exemplaires)
- 2000 : L.D. 50
- 2001 : The Beginning of All Things to End
- 2002 : The End of All Things to Come
- 2005 : Lost and Found
- 2007 : By the People, For the People
- 2008 : The New Game
- 2009 : Mudvayne

## Vidéographie
- 2001 : L(ive) D(osage) 50 - Live In Peoria
- 2003 : Mudvayne : All Access To All Things